# Prosopodesmus jakobsoni
Prosopodesmus jakobsoni är en mångfotingart som beskrevs av Filippo Silvestri 1910. Prosopodesmus jakobsoni ingår i släktet Prosopodesmus och familjen Stylodesmidae. Inga underarter finns listade i Catalogue of Life.